# Brunettia pendleburyi
Brunettia pendleburyi és una espècie d'insecte dípter pertanyent a la família dels psicòdids que es troba a Àsia: la península de Malaca.